# Hexagonia hydnoides
Hexagonia hydnoides är en svampart som först beskrevs av Olof Swartz, och fick sitt nu gällande namn av M. Fidalgo 1968. Hexagonia hydnoides ingår i släktet Hexagonia och familjen Polyporaceae.   Inga underarter finns listade i Catalogue of Life.